# بيان أبو شقرا
بيان أبو شقرا هو ممثل صوت لبناني.

## فيلموغرافيا

### رسوم متحركة
- بن 10: ألتيمت إليين
- بن 10: إليين فورس
- بن 10: أومنيفرس - آرجيت (الصوت الأول)
- السنافر - سنفور مفكر، سنفور مغرور (نسخة إيمدج برودكشن هاوس)
- بانانا في البيجاما - روبن
- كامب لازلو
- مغامرات فلاب جاك
- تشاودر
- عائلة ساترديز
- حياة جونيبر لي
- سيم بايونك تايتن
- هاها هيريز[بحاجة لمصدر]

### أفلام
- بولت (النسخة العربية الفصحى)
- روبن هود - ألان (النسخة العربية الفصحى)
- الطباخ الصغير - مصطفى، أمبريستر مينيون (النسخة العربية الفصحى)

### مسلسلات لايف أكشن
- ثانوية الاستخبارات - سيد مؤامرة (الصوت الثاني)
- دكتور هو